# سلور مرجاني مخطط
سمكة السلور المرجاني المخططة أو سمك السلور الأنقليسي المخطط (الاسم العلمي: Plotosus lineatus)، تعرف أيضا بالأسامي المتداولة لها بالعالم العربي: عي أو العي، ملوط، جلخ، حالاسون، هو نوع من أنواع سمك السلور المرجاني، وينتمي إلى عائلة سلور مرجاني.

## الوصف
يمكن أن يصل الحد الأقصى لطول أسماك السلور المرجاني المخطط إلى حوالي 32 سم (13 بوصة).  لون جسمها هو بني مع وجود شرائط سميكة طولية بلون الكريم أو ذات لون أبيض.
الميزة الأبرز لهذا النوع من الأسماك هو في الزعانف، في الواقع تندمج الزعنفة الظهرية الثانية والزعنفة الذيلية والزعنفة الشرجية معًا مع بعضها البعض، كما هو الحال عند أسماك الثعابين (الإنقليس). في بقية أنحاء جسمها، تشبه هذه الأسماك إلى حد كبير سمك سلور المياه العذبة: فمها محاط بأربعة أزواج من 'الشنب' أو 'الأشواك' ، أربعة في الفك العلوي وأربعة في الفك السفلي. الزعنفة الظهرية الأولى، وكل من الزعانف الصدرية عند هذه الأسماك، تحتوي على شوكة سامة للغاية. التي قد تكون قاتلة عند الإصابة. 

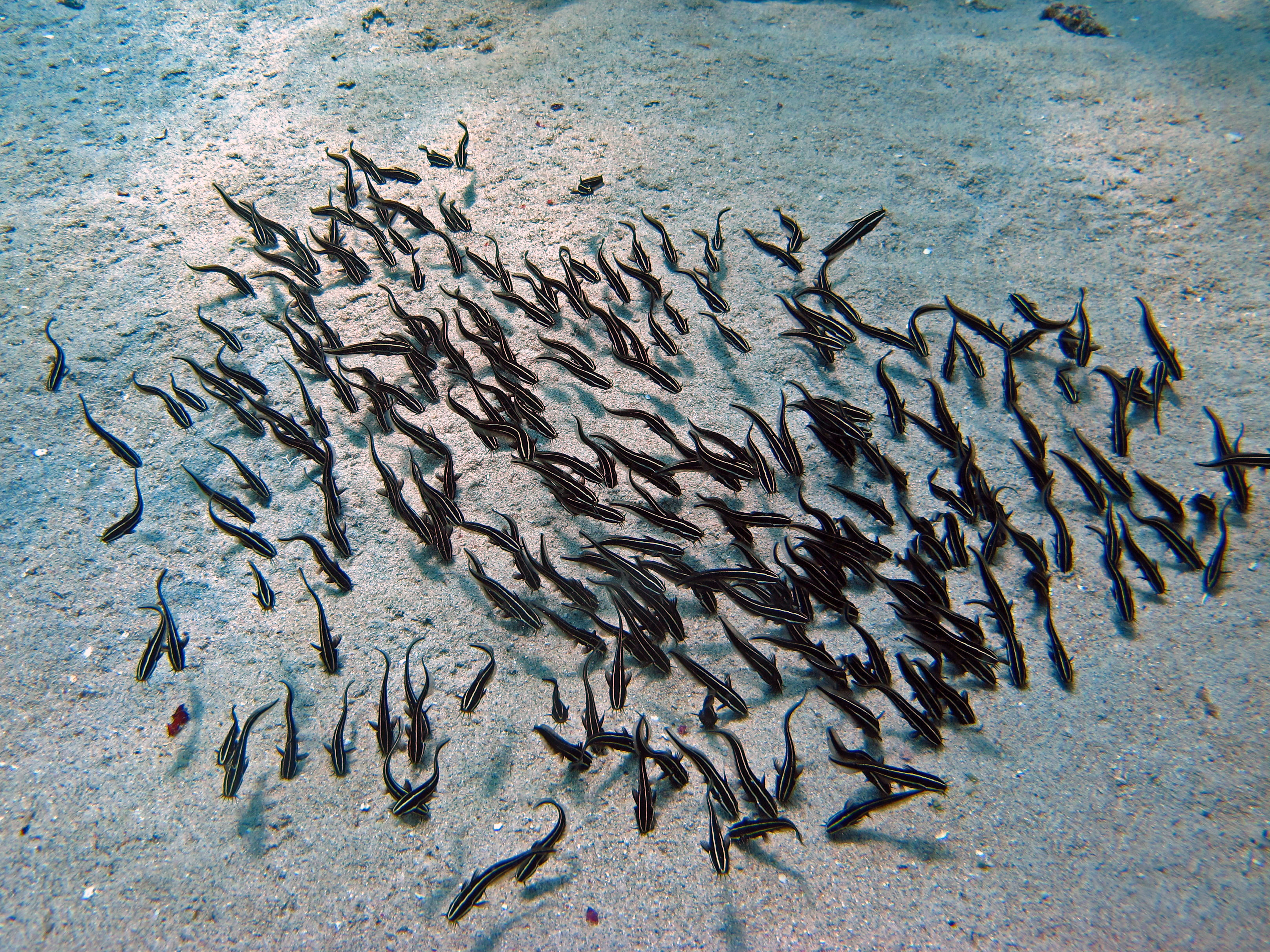
مجموعة من أسماك السلور المرجاني المخطط (الإسم العلمي : Plotosus lineatus)

تشكل الأسماك اليافعة من أسماك السلور المرجاني المخطط (الاسم العلمي : Plotosus lineatus) مجموعات متكثفة على شكل كرة، تكون مكونة من حوالي 100 سمكة، في حين أن الأسماك البالغة تتواجد بشكل منفرد أو في مجموعات صغيرة الأعداد تتكون من حوالي 20 سمكة، ومعروف عنها أنها تختبئ تحت الحواف خلال فترات النهار.  تقوم الأسماك البالغة من هذا النوع (الاسم العلمي : P. lineatus) بالبحث في الرمل عن طريق نفضه وتحريكه وتقليبه بإستمرار من أجل العثور على القشريات والرخويات والديدان وأحيانًا الأسماك.
أسماك السلور المرجاني المخطط هي أسماك بيوضية ؛ هذا النوع لديه بيوض ذات نطاق ما قبل القاع و أسماكه الصغيرة تعتبر عوالقية (بالإنجليزية : Planktonic - لا يمكنها السباحة بنفسها، بل تنجرف). طور هذا النوع من الأسماك قنوات مصابيح لورنزيني طويلة في أعضائه الحسية الكهربائية (كانت تسمى أصلاً «أمبولات لورنزيني»).

## موائلها وتوزيعها
تتواجد أسماك السلور المرجاني المخطط (الاسم العلمي : P. lineatus) في مياه المحيط الهندي ، وفي غرب المحيط الهادئ ، وتدخل أحيانًا في المياه العذبة في شرق إفريقيا ومدغشقر.  يتواجد هذا النوع الآن أيضًا في البحر الأبيض المتوسط ، بعد أن غزا البحر كمهاجر لسبسي عبر قناة السويس (مهاجر لسبسي : الأسماك والمخلوقات البحرية التي تهاجر من البحر الأحمر، للبحر الأبيض المتوسط عبر قناة السويس) .  من الممكن أن تتواجد أسماك السلور المرجاني المخطط (الاسم العلمي : P. lineatus)، في الشعاب المرجانية ، حيث يمكن العثور عليها هناك. تتواجد هذه الأسماك أيضًا في مصبات الأنهار وبرك المياه التي يكونها المد (المد والجزر) والسواحل والشواطئ المفتوحة.

## روابط خارجية
- Peteducation.com: Plotosus lineatus
- Photos of